# Rhegmoclema mossi
Rhegmoclema mossi är en tvåvingeart som beskrevs av Freeman 1996. Rhegmoclema mossi ingår i släktet Rhegmoclema och familjen dyngmyggor.
Artens utbredningsområde är Tanzania. Inga underarter finns listade i Catalogue of Life.